# Danh sách nhân vật trong Hunter × Hunter
Bộ manga Hunter × Hunter của Yoshihiro Togashi có một hệ thống các nhân vật hư cấu rất rộng lớn. Đầu tiên phải kể đến là Gon, con trai của Hunter nổi tiếng, Ging Freecss. Sau khi biết cha mình còn sống, cậu quyết chí lên đường tìm cha, hành trình của cậu bắt đầu từ đây. Trên đường đi, Gon gặp và trở thành bạn thân của Killua Zoldyck, Kurapika và Leorio Paradinight.
Mặc dù hầu hết các nhân vật đều là con người nhưng đều sở hữu sức mạnh siêu phàm và/hoặc khả năng siêu nhiên nhờ Niệm, khả năng kiểm soát năng lượng sống hoặc khí của chính mình. Thế giới của bộ truyện còn bao gồm những quái thú kỳ ảo như Kiến Chimera hay Ngũ đại tai họa.

## Nhân vật chính

### Gon Freecss
Lồng tiếng bởi: Rica Matsumoto (sê-ri 1998), Junko Takeuchi (sê-ri 1999), Megumi Han (sê-ri 2011)
Gon Freecss (ゴン=フリークス, Gon Furīkusu) Một cậu bé 14 tuổi có tính cách lạc quan. Đã dành nhiều thời gian trong rừng khi còn nhỏ, cậu rất hòa đồng với động vật và có các giác quan siêu phàm như khứu giác và thị giác cũng như vị giác rất nhạy bén. Được Mito nuôi dưỡng, Gon muốn trở thành Hunter để tìm cha mình, Ging, cũng là một Hunter. Trong kỳ thi Hunter, Gon kết bạn với Killua Zoldyck, Kurapika và Leorio Paradinight. Sau khi trở thành Hunter được cấp phép thành công, Gon và Killua tìm hiểu về Niệm từ Wing và sau đó đào tạo thêm dưới sự hướng dẫn của Biscuit Krueger. 
Gon phát triển Niệm của mình, Ja Jan Ken (ジャジャン拳), biến thể "Janken", từ tiếng Nhật có nghĩa là oẳn tù tì. Khi Gon ra "Đá", tăng cường sức mạnh cho cú đấm của cậu, "Kéo" biến đổi một thanh kiếm từ ngón tay của cậu để tấn công tầm trung và "Giấy" tung ra một quả cầu khí cho các cuộc tấn công tầm xa. Sau khi trở thành một trong những người đầu tiên đánh bại Đảo Tham lam và giúp ngăn chặn Kiến Chimera, Gon gặp cha mình. Sau cuộc gặp với cha mình, Gon quyết định quay trở lại Đảo Cá Voi và đoàn tụ với Mito. Gon là một nhân vật được người hâm mộ yêu thích, đứng ở vị trí thứ ba trong hai cuộc bình chọn về độ nổi tiếng đầu tiên của bộ truyện.

### Killua Zoldyck
Lồng tiếng bởi: Kanako Mitsuhashi (sê-ri 1999), Mariya Ise (sê-ri 2011)
Killua Zoldyck (キルア=ゾルディック, Kirua Zorudikku) là một cậu bé 14 tuổi táo bạo, vui vẻ và tinh nghịch và là người bạn thân nhất của Gon. Sinh ra trong gia tộc sát thủ nổi tiếng, Zoldyck, cậu đã được rèn luyện cực kì khắt khe và có khả năng chịu đựng cực tốt kháng chất độc, điện và nỗi đau. Đến lúc 12 tuổi, Killua bỏ nhà đi để tham gia kì thi Hunter và gặp Gon. Sự tàn nhẫn và năng khiếu giết chóc của cậu ta thể hiện khía cạnh khác của mình - chết người, bạo lực và khát máu. Khía cạnh này mờ dần khi cậu dành nhiều thời gian hơn cho Gon, mặc dù Killua vẫn không ngại đe dọa hoặc giết bất cứ ai tấn công mình hoặc Gon. 
Mâu thuẫn với khuynh hướng giết người của Killua là lòng trung thành kiên cường của cậu với những người bạn mới, khi Killua đặt họ lên trước mình mà không một lời phàn nàn, nhất là Gon. Killua luôn khẳng định Gon là người bạn đầu tiên của mình và cậu ngày càng gắn bó với Gon hơn theo thời gian trong sê-ri.  
Thể hiện sự hứa hẹn ngay từ khi sinh ra, Killua sở hữu sự nhanh nhẹn và sức mạnh phi thường đồng thời thành thạo nhiều kỹ thuật giết người khi còn nhỏ và được coi là một trong những sát thủ giỏi nhất mà gia đình cậu từ khi sinh ra. Khuyết điểm lớn nhất của cậu ban đầu là sợ hãi những người có vẻ mạnh hơn mình, là kết quả của lời chỉ dẫn của Illumi là phải cực kỳ thận trọng và chỉ tham gia chiến đấu nếu chiến thắng hoàn toàn chắc chắn. Hệ Niệm của cậu là Biến hóa, sử dụng nó bằng cách biến khí của mình thành điện năng. Hatsu của cậu liên quan đến việc sử dụng nhiều loại điện khác nhau để tăng cường khả năng thể chất của mình, chẳng hạn như Godspeed (神速, Kanmuru) hay dịch tạm thời là Lôi thần, cho phép cậu di chuyển với tốc độ không thể đo lường được. 
Khi Gon sắp gặp Ging, Killua quyết định chia tay và đi chu du khắp thế giới cùng Alluka. Killua là một nhân vật được người hâm mộ yêu thích, đứng ở vị trí đầu tiên trong hai cuộc bình chọn về độ nổi tiếng đầu tiên của bộ truyện.

### Kurapika
Lồng tiếng bởi: Noriko Hidaka (sê-ri 1998), Yuki Kaida (sê-ri 1999), Miyuki Sawashiro (sê-ri 2011)
Kurapika (クラピカ) 19 tuổi, là người sống sót duy nhất của Bộ tộc Kurta (クルタ族, Kuruta-zoku). Một chủng tộc có tròng mắt sẽ chuyển sang màu đỏ tươi khi tức giận hoặc rối loạn cảm xúc. Sau khi bộ tộc bị sát hại, cậu lên đường tìm kiếm những tròng mắt đỏ và muốn bắt giữ các thành viên của Genei Ryodan. Việc đầu tiên cậu làm là tham gia kì thi Hunter cùng với Gon, Leorio và Killua để trở thành Hunter trong danh sách đen và có được nguồn lực để trả thù cho bộ tộc của mình cũng như lấy lại đôi mắt của họ. Bất chấp đạo đức của mình, Kurapika không ngại gắn bó với thế giới ngầm của xã hội - cậu ta liên kết với gia đình mafia Nostrade ngay khi có cơ hội và nhanh chóng trở thành người đứng đầu đội vệ sĩ của Nostrade. Bình thường thông minh, suy nghĩ nhanh nhạy và điềm tĩnh, khi nhìn thấy một con nhện, biểu tượng của Genei Ryodan, cậu ta trở nên tức giận. 
Hệ Niệm của Kurapika là Cụ thể hóa. Tuy nhiên, khi mắt cậu chuyển sang màu đỏ tươi, cậu trở thành Đặc chất. Cậu tạo ra một loại vũ khí độc đáo - năm sợi dây chuyền, kéo dài từ mỗi ngón tay trên bàn tay phải của mình. Ngón đeo nhẫn của cậu ấy, Dowsing Chain: The Guiding Ring Finger (導く薬指の鎖, Daujingu Chēn), một quả bóng ở đầu được sử dụng cho mục đích cảm xạ và phòng thủ cũng như tấn công thông thường. Kurapika đã ký kết một hợp đồng Niệm cho sợi dây chuyền ở ngón giữa của mình, Chain Jail: The Restraining Middle Finger (束縛する中指の鎖, Chen Jeiru).
Kurapika được lấy cảm hứng từ Ohmu trong Nausicaä of the Valley of the Wind (Kaze no Tani no Naushika) của Hayao Miyazaki. Kurapika là một nhân vật được người hâm mộ yêu thích, đứng ở vị trí thứ hai trong hai cuộc bình chọn.

### Leorio Paradinight
Lồng tiếng bởi: Nobutoshi Canna (sê-ri 1998), Hozumi Gōda (sê-ri 1999), Keiji Fujiwara (sê-ri 2011)
Leorio Paradinight (レオリオ=パラディナイト, Reorio Paradinaito) 21 tuổi, là một chàng trai trẻ có vẻ ngoài lớn tuổi hơn, kết bạn với Gon, Kurapika và Killua trong Kỳ thi Hunter. Sau khi mất đi một người bạn vì căn bệnh có thể chữa khỏi mà anh không có khả năng chi trả, Leorio quyết định trở thành Hunter, tìm kiếm lợi nhuận tài chính lớn từ nghề này để trở thành bác sĩ và chữa trị miễn phí cho những người nghèo khó. Vì vậy, Leorio quyết định tham gia kì thi Hunter. Mặc dù thường bị đánh bại bởi khả năng chiến đấu thiên tài của Gon và Killua, nhưng Leorio lại khá tài năng. Sau khi trở thành Hunter được cấp phép, Leorio hỗ trợ bạn bè của mình trong cuộc chạm trán với Genei Ryodan. Killua nghi ngờ rằng hệ Niệm của Leorio là Phóng xạ sau khi thấy anh dịch chuyển một cú đấm xuyên qua một cái lỗ. Leorio là một nhân vật được người hâm mộ yêu thích, đứng ở vị trí thứ năm và thứ sáu.

## Nhân vật phản diện

### Hisoka Morow
Lồng tiếng bởi: Hiroki Takahashi (sê-ri 1999), Daisuke Namikawa (sê-ri 2011)
Hisoka Morow (ヒソカ=モロウ, Hisoka Morō) là một kẻ giết người hàng loạt và nhà ảo thuật. Bản chất hắn ta là người dối trá, ham chơi và tự ái, chỉ hành động vì lợi ích của bản thân. Trong manga, câu nói của hắn thường kết thúc bằng ký hiệu chất trong bộ bài Tây. Hisoka quan tâm đến Gon và bạn bè của cậu sau khi chạm trán với họ trong Kỳ thi Hunter, để họ sống để phát triển thành đối thủ xứng đáng hơn. Mặc dù ban đầu hắn ta được coi là một nhân vật phản diện do có sở thích giết người, nhưng thỉnh thoảng đóng vai trò là đồng đội của Gon, khi điều đó phù hợp với lợi ích riêng của hắn. Hisoka được tiết lộ là thành viên số bốn của Genei Ryodan, mặc dù hắn chỉ tham gia để có cơ hội chiến đấu với thủ lĩnh, Chrollo Lucilfer. 
Hệ Niệm của Hisoka là Biến hóa, cho phép hắn ta thay đổi loại hoặc đặc tính khí của mình. Hắn thường sử dụng Elastic Love - Bungee Gum (バンジーガム, Banjī Gamu), mang lại cho hắn khí chất của cả cao su và kẹo gum. Hisoka là một nhân vật được người hâm mộ yêu thích, đứng ở vị trí thứ tư và thứ năm trong hai cuộc bình chọn. 

### Illumi Zoldyck
Lồng tiếng bởi: Urara Takano (sê-ri 1999), Masaya Matsukaze (sê-ri 2011)
Illumi Zoldyck (イルミ=ゾルディック, Irumi Zorudikku) là anh cả của Killua, một sát thủ giàu kinh nghiệm và lão luyện, người đã tham gia vào quá trình đào tạo và nuôi dạy Killua. Anh và cha mình đã nuôi dạy Killua phát triển khả năng giết chóc và không có khả năng kết bạn, mặc dù Illumi đã đâm một cây kim vào não Killua để buộc cậu ta phải chạy trốn khỏi những trận chiến không thể thắng như một cách bảo vệ bản thân cậu ta. Trong Kỳ thi Hunter lần thứ 287, sử dụng những chiếc ghim đặc biệt để thay đổi cấu trúc khuôn mặt, cải trang thành Gittarackur (ギタラクル, Gitarakuru), Illumi đã trở thành Hunter được cấp phép và có thể đã thao túng Killua khiến bản thân cậu bị loại. Illumi cũng có một tình bạn phức tạp với Hisoka, được hắn ta thuê để gia nhập Genei Ryodan với tư cách là số 11. Illumi là một người sử dụng Niệm hệ Thao túng và khả năng Niệm của anh cho phép mình sử dụng kim để thao túng xác chết hoặc thay đổi hình dạng cơ thể của mình. Khả năng Niệm khác của anh được gọi là Needle People (針人間, Hari Ningen), cho mình khả năng thao túng mọi người bằng kim của mình.
Illumi đứng ở vị trí thứ sáu và thứ tám trong hai cuộc bình chọn về độ nổi tiếng đầu tiên của bộ truyện.

### Genei Ryodan (Phantom Troupe)
Genei Ryodan ( 幻影 旅 団 Gen'ei Ryodan), còn được gọi là Lũ Nhện (蜘蛛, Kumo), là một băng nhóm trộm với danh sách 13 thành viên luôn thay đổi. Những người mới tham gia tổ chức được lãnh đạo Chrollo của họ lựa chọn và có thể giết một thành viên để thế chỗ họ. Mỗi thành viên mang một hình xăm đánh số của một con nhện 12 chân. Chrollo và hầu hết các thành viên của Genei Ryodan có nguồn gốc từ khu ổ chuột Thành phố Sao băng (流星街, Ryūseigai), những cư dân ở đó không tồn tại trong bất kỳ hồ sơ chính thức nào, một nơi tuyển dụng lý tưởng cho các tổ chức tội phạm. Mặc dù chủ yếu là trộm cắp và giết người nhưng thỉnh thoảng họ cũng làm việc từ thiện. Hiện tại, sau khi Hisoka sát hại hai thành viên của họ sau khi bị Chrollo đánh bại, tổ chức đang ở trên tàu Cá voi đen săn lùng Hisoka để trả thù. 

#### Chrollo Lucilfer
Lồng tiếng bởi: Yoshikazu Nagano (sê-ri 1999),  Mamoru Miyano (sê-ri 2011)
Chrollo Lucilfer (クロロ=ルシルフル, Kuroro Rushirufuru) là người sáng lập và lãnh đạo của Genei Ryodan, mang số 0 và được các thành viên trong nhóm coi là không thể thay thế mặc dù đặt Nhóm lên trước chính mình. Điều đáng ngạc nhiên là Chrollo lại đứng ở giữa về sức mạnh thể chất của Tổ chức, ở vị trí thứ bảy. Chrollo đã lãnh đạo cuộc diệt chủng của Bộ tộc Kurta, dẫn đến việc Kurapika, người sống sót duy nhất của tộc này, thề sẽ trừng phạt tất cả. Sau cuộc gặp ở thành phố Yorknew, Chrollo bị ảnh hưởng bởi khả năng của Kurapika, cấm sử dụng Niệm của chính mình cũng như mọi liên hệ với cấp dưới của mình. Loại Niệm của hắn là Chuyên môn và khả năng của hắn: Bandit's Secret (スキルハンター, Sukiru Hantā) cho phép hắn trực tiếp đánh cắp và sử dụng khả năng của những người sử dụng Niệm khác, mà hắn lưu trữ trong một cuốn sách Conjured. Chrollo đứng ở vị trí thứ tư trong cuộc bình chọn độ nổi tiếng lần thứ hai. 

#### Nobunaga Hazama
Lồng tiếng bởi: Takashi Matsuyama (sê-ri 1999), Naoya Uchida (sê-ri 2011)
Nobunaga Hazama (ノブナガ=ハザマ) là một trong những thành viên ban đầu đến từ Thành phố Sao Băng và giữ vị trí số 1 trong Tổ chức. Anh có ngoại hình tương tự như các chiến binh ronin ở Nhật Bản thời Edo với một thanh katana dài mà mình sử dụng một cách khéo léo và kỹ năng tuyệt vời. Nobunaga chuyên kết hợp Niệm với việc sử dụng thanh katana của mình. Người bạn thân nhất của anh là Uvogin và cả hai đều phát huy hết khả năng của nhau trong chiến đấu. Nhìn thấy một số tính cách của Uvogin ở Gon, anh bày tỏ sự quan tâm đến việc mời Gon gia nhập Tổ chức, mặc dù Gon kiên quyết từ chối. Nobunaga đứng thứ chín về sức mạnh thể chất trong Nhóm và là một trong những thành viên ban đầu. Hệ Niệm của anh là Cường hóa. Nobunaga đứng ở vị trí thứ 14 trong cuộc bình chọn độ nổi tiếng lần thứ hai của bộ truyện. 

#### Feitan Portor
Lồng tiếng bởi: Akari Hibino (sê-ri 1999), Kappei Yamaguchi (sê-ri 2011)  
Feitan Portor (フェイタン=ポートオ, Feitan Pōtoo) là một trong những thành viên ban đầu đến từ Thành phố Sao Băng và giữ vị trí thứ 2 trong Tổ chức. Anh ấy là thành viên mạnh thứ năm trong nhóm. Anh mặc trang phục mà người ta mong đợi từ một tên cướp—bộ quần áo tối màu kết hợp với một chiếc khăn đầu lâu che miệng. Anh hiếm khi nói, nhưng khi nói thì lại mắc đầy lỗi ngữ pháp, tạo ấn tượng rằng mình không nói bằng tiếng mẹ đẻ của mình.
Hệ Niệm của anh là Biến hóa. Khả năng của anh Unforgiven: Pain Packer (許されざる者, Pein Pakkā) biến những vết thương mà mình nhận được từ kẻ thù của mình thành một đòn tấn công. Càng nhận nhiều đau đớn, đòn tấn công của anh càng mạnh. Feitan đứng ở vị trí thứ mười trong cuộc bình chọn độ nổi tiếng thứ hai của bộ truyện. 

#### Machi Komacine
Lồng tiếng bởi: Noriko Namiki (sê-ri 1999), Takako Uemura (OVA), Rena Maeda (sê-ri 2011)
Machi Komacine (マチ=コマチネ) cực kỳ trung thành với Chrollo và là một trong những thành viên ban đầu của Thành phố Sao Băng, mang số 3. Về mặt thể chất, cô là người phụ nữ mạnh nhất trong Nhóm và là người mạnh thứ sáu về tổng thể. Hisoka dường như thỉnh thoảng có quan tâm đến cô ấy. Cô có trực giác cực kỳ nhạy bén (các thành viên khác khẳng định cô chưa bao giờ sai). Hệ Niệm của Machi là Biến hóa. Năng lực của cô là Niệm Stitches (念糸縫合, Nenshi Hōgō) biến hào quang của cô thành sợi chỉ, sức mạnh của nó tỷ lệ nghịch với chiều dài của nó: một sợi chỉ dài bằng đường kính Trái đất sẽ bền như bông, nhưng chỉ dài một milimet - sợi chỉ dài có thể nâng được cả tấn. Nó có thể được sử dụng để theo dấu ai đó và cũng có thể khâu lại các chi bị đứt rời. Machi đứng ở vị trí thứ bảy trong cuộc bình chọn độ nổi tiếng thứ hai của bộ truyện. 

#### Kalluto Zoldyck
Lồng tiếng bởi: Yūko Maekawa (sê-ri 1999), Mamiko Noto (sê-ri 2011)
Kalluto Zoldyck (カルト=ゾルディック, Karuto Zorudikku) là thành viên trẻ nhất của Gia tộc Zoldyck, có ngoại hình ái nam ái nữ và mặc một bộ kimono nữ tính. Ban đầu, cậu được giới thiệu là đi cùng mẹ mình trong lúc Gon truy tìm Killua. Kalluto gia nhập Nhóm với tư cách là người thay thế Hisoka, mang số 4, khi họ tiến vào Đảo Tham lam. Loại Niệm của cậu, Snake Dance (蛇咬の舞), sử dụng một chiếc quạt cầm tay để điều khiển hoa giấy đủ sắc để cắt kim loại. Kalluto đứng ở vị trí thứ 14 trong cuộc bình chọn độ nổi tiếng đầu tiên của bộ truyện. 

#### Phinks Magcub
Lồng tiếng bởi: Yoshiaki Matsumoto (sê-ri 1999), Kenn (sê-ri 2011)
Phinks Magcub (フィンクス=マグカブ, Finkusu Magukabu) sử dụng đôi tay của mình trong trận chiến, được chứng minh là cực kỳ mạnh mẽ. Anh ta là một trong những thành viên ban đầu của Nhóm đến từ Thành phố Sao băng, mặc trang phục giống Pharaoh trong trận chiến và mang số 5. Phinks dường như rất thân với Feitan và hầu như luôn được thấy hợp tác với nhau cả trong và ngoài chiến đấu. Khả năng Niệm của anh được gọi là Kaiten - Ripper Cyclotron (リッパー・サイクロトロン, Rippā Saikurotoron), sức mạnh của nó phụ thuộc vào số lần xoay cánh tay của mình; càng xoay nhiều thì đòn tấn công sẽ càng mạnh. Xét về thể lực thì Phinks đứng thứ hai trong số các thành viên trong Nhóm. Hệ Niệm của Phinks là Cường hóa.

#### Shalnark
Lồng tiếng bởi: Yasuhiro Takato (sê-ri 1999), Noriko Hidaka (sê-ri 2011)
Shalnark (シャルナーク, Sharunāku) là một trong những thành viên ban đầu của Nhóm đến từ Thành phố Sao Băng và mang số 6 và nhìn từ ngoại hình, có vẻ là một thanh niên bình thường. Tuy nhiên, anh là một trong những thành viên thông minh và nhanh nhạy nhất nhóm, rất thành thạo trong việc sử dụng máy tính và thu thập thông tin. Shalnark cũng là một Hunter được cấp phép, vì vậy anh có quyền truy cập vào những thông tin có thể hữu ích cho Nhóm. Anh đứng thứ mười về sức mạnh thể chất. Shalnark là thành viên thứ hai bị Hisoka giết sau khi hắn quyết định tiêu diệt Tổ chức sau thất bại trước Chrollo. Hệ Niệm của Shalnark là Thao túng.
Khả năng chính của anh, Black Voice: Mobile Fate Director (携帯する他人の運命, Burakku Boisu), cho phép anh ta điều khiển hoàn toàn hành động của người khác từ xa bằng điện thoại di động của mình sau khi gắn ăng-ten chuyên dụng vào cơ thể họ. Shalnark đứng ở vị trí thứ 17 trong cuộc bình chọn độ nổi tiếng thứ hai của bộ truyện. 

#### Franklin Bordeaux
Lồng tiếng bởi: Yoshinobu Kaneko (sê-ri 1999), Kenji Nomura (sê-ri GI OVA), Hidenobu Kiuchi (sê-ri 2011)
Franklin Bordeau (フランクリン=ボルドー, Furankurin Borudō) là một người đàn ông rất to lớn giống Frankenstein, mang số 7. Anh đứng thứ tư về sức mạnh thể chất trong Nhóm và là một trong những thành viên ban đầu đến từ Thành phố Sao Băng. Franklin, cùng với những thành viên còn lại của Nhóm, đang ở trên tàu Cá voi đen. Hệ Niệm của Franklin là Phóng xạ. Khả năng của anh được gọi là Dual Machine Gun (俺の両手は機関銃, Daburu Mashingan) và cho phép bắn vô số viên đạn được tạo thành từ Niệm từ đầu ngón tay của mình, thứ mà anh tự biến thành súng. 

#### Shizuku Murasaki
Lồng tiếng bởi: Atsuko Bungo (sê-ri 1999), Miho Arakawa (sê-ri 2011)
Shizuku Murasaki (シズク=ムラサキ) cực kỳ đãng trí, đôi khi thậm chí còn là một kẻ ngu ngốc, điều này cùng với vẻ ngoài trầm lặng khiến đối thủ đánh giá thấp khả năng của cô. Cô ấy thuận tay trái, là người có thể chất mạnh thứ 12 trong số 13 thành viên của Nhóm. Shizuku là số 8, người thay thế cho thành viên trước đó và cô cũng có nguồn gốc từ Thành phố Sao băng. Hệ Niệm của Shizuku là Cụ thể hóa. Cô tạo ra máy hút bụi Nen Blinky (デメちゃん, Deme-chan), có thể hút bất cứ thứ gì mà cô ấy coi là không sống mà không phải do Niệm tạo ra, và nôn ra thứ cuối cùng hít vào. Shizuku đứng ở vị trí thứ 11 trong cuộc bình chọn độ nổi tiếng lần thứ hai của bộ truyện. 

#### Pakunoda
Lồng tiếng bởi: Yoshiko Iseki (sê-ri 1999), Romi Park (sê-ri 2011)
Pakunoda (パクノダ) là thành viên ban đầu của Nhóm đến từ Thành phố Sao Băng và mang số 9. Cô ấy hoàn toàn trung thành với Chrollo, thậm chí còn chống lại Nhóm để giúp anh ta. Cô bị giết bởi Chuỗi phán xét của Kurapika ở đoạn cao trào của arc Genei Ryodan do cố tình vi phạm các hạn chế đặt ra cho cô. Thi thể của cô được chôn cất tại nơi ẩn náu ở Yorknew của Nhóm. Hệ Niệm của Pakunoda là Đặc chất. Khả năng chính của cô là đọc ký ức của những người cô tiếp xúc bằng cách đặt những câu hỏi cụ thể, một dạng đo tâm lý. Khả năng phụ của cô ấy, Memory Bomb (メモリーボム, Memorī Bomu), cho phép cô ấy biến những ký ức này thành hình dạng một viên đạn mà mình bắn vào đầu mọi người, từ đó cung cấp cho họ thông tin đó. Cô ấy đứng thứ 11 về thể lực. 

#### Bonolenov Ndongo
Lồng tiếng bởi: Chō
Bonolenov Ndongo (ボノレノフ=ンドンゴ, Bonorenofu Ndongo) anh quấn băng và đeo găng tay đấm bốc, đồng thời mang số 10 trong Nhóm. Những miếng băng này che đi rất nhiều lỗ trên cơ thể anh ta. Trong phần Chimera Ant, anh chiến đấu với các thành viên khác của Nhóm để chống lại Kiến Chimera. Sức mạnh thể chất của anh ấy đứng thứ tám trong Đoàn. Bonolenov là hậu duệ của Gyudondond (ギュドンドンド), một bộ tộc hoang dã nhỏ đã bị đuổi ra khỏi vùng đất của họ do quá trình phát triển. Khi nam giới của bộ tộc Gyudondond lên ba tuổi, họ sẽ được cắt bao quy đầu và đâm kim vào nhiều bộ phận khác nhau trên cơ thể. Theo thời gian, những chiếc kim này được thay thế bằng những chiếc que dày hơn, và các lỗ được gia cố bằng thân tre hoặc đá. Bằng cách sử dụng những lỗ này, nam giới Gyudondond có thể tạo ra nhiều âm thanh khác nhau thông qua luồng không khí. Họ được gọi là "Bap" (バプ, Bapu), những chiến binh nhảy múa và hoàn thành vai trò của các shaman và người biểu diễn trong bộ tộc của họ. Trước khi chiến đấu, họ sử dụng cơ thể của mình để chơi các bài hát chiến đấu. Người Gyudondond tin rằng âm thanh được phát ra càng hay thì tinh thần nó có thể triệu hồi càng lớn. Bonolenov sử dụng nhiều bài hát khác nhau mà anh tạo ra làm phương tiện để hiện thực hóa các hiệu ứng khác nhau.
Uvogin
Lồng tiếng bởi: Eiji Takemoto (sê-ri 1999), Akio Otsuka (sê-ri 2011)
Uvogin (ウヴォーギン, Uvōgin) là một trong những thành viên đầu tiên của Nhóm đến từ Thành phố Sao Băng và mang số 11 trong Nhóm. Trên hết, hắn là người mạnh nhất về mặt sức mạnh thể chất. Những đòn tấn công trực tiếp từ đạn, đạn bắn tỉa và thậm chí cả tên lửa chống tăng không gây ra thiệt hại rõ ràng cho hắn ta. Giống như tất cả các thành viên trong Nhóm, hắn ta không bao giờ ngần ngại giết người và đặc biệt thích chiến đấu với những đối thủ có tay nghề cao. Mặc dù thích chiến đấu một mình, Uvogin mạnh mẽ hơn khi chiến đấu với đồng đội, thường là Nobunaga, vì hắn chiến đấu tốt hơn khi có người khác bảo vệ (mặc dù hắn không bao giờ thừa nhận điều này). Hệ Niệm của hắn là Cường hóa. Khả năng Niệm Fist of Destruction: Big Bang Impact (戦闘演武曲, Bigguban Inpakuto) cho phép hắn tập trung khí vào nắm đấm của mình, gây ra vụ nổ lớn khi va chạm. Uvogin đứng ở vị trí thứ 12 trong cuộc bình chọn độ nổi tiếng thứ hai của bộ truyện. 

#### Kortopi
Lồng tiếng bởi: Umi Tenjin (sê-ri 1999), Shinya Hamazoe (sê-ri 2011)
Kortopi (コルトピ, Kortopi) có vóc dáng thấp bé với bờm tóc dày và lộn xộn che phủ toàn bộ đầu, che khuất mọi thứ ngoại trừ thỉnh thoảng nhìn thấy nhãn cầu trái của anh, và mang số 12, cũng có nguồn gốc từ Thành phố Sao Băng. Anh là người yếu nhất trong Nhóm về sức mạnh thể chất thô sơ. Trên thực tế, khả năng Niệm kết hợp của anh cho thấy rằng mình không tham gia vào chiến đấu mà là trộm cắp và lẩn trốn. Khả năng Niệm của anh ta được gọi là Gallery Fake: Tay trái thần thánh, Tay phải quỷ dữ (神の左手悪魔の右手, Gyararī Feiku), cho phép tạo ra các bản sao hoàn hảo của bất kỳ đồ vật nào bằng cách chạm vào nó bằng tay trái và tạo ra bản sao bằng tay phải. Anh có thể tạo ra bản sao của con người sống nhưng họ sẽ bất động và không có sự sống. Các bản sao biến mất sau 24 giờ trôi qua. Anh cũng có thể biết chính xác vị trí của bất kỳ bản sao nào mình đã tạo bằng cách chạm vào đối tượng gốc. Kortopi là thành viên đầu tiên của Nhóm bị Hisoka giết sau thất bại trước Chrollo. 

### Genthru
Lồng tiếng bởi: Tsuyoshi Koyama (OVA), Hiroyuki Yoshino (sê-ri 2011)
Genthru (ゲンスルー, Gensurū) là một người chơi của Đảo Tham Lam và là thành viên của một nhóm lớn những người chơi đồng minh khác trong trò chơi. Là thành viên sáng lập của nhóm, anh đã làm công việc cung cấp thông tin tuyển dụng thành viên mới trong 5 năm qua. Danh tính bí mật của anh ta là Kẻ đánh bom Đảo tham lam (爆弾魔, Bomā ), làm việc với các cộng sự khác là Sub (サブ, Sabu) và Bara (バラ). Hắn tiết lộ rằng mình đã đặt một quả bom hẹn giờ Niệm lên mọi thành viên của nhóm đồng minh bằng khả năng Countdown: Sound of Life (命の音, Kauntodaun), để anh có thể tống tiền họ bằng tất cả các thẻ được chỉ định mà họ nắm giữ. 

### Kiến Chimera (Ant Chimera)
Kiến Chimera (キメラ=アント, Kimera Anto) là một loài côn trùng xâm lấn có nguồn gốc từ Lục địa đen, cực kỳ nguy hiểm và được xếp vào diện bị cách ly do tính háu ăn của chúng. Kiến Chimera sở hữu một phương pháp sinh sản hoàn toàn độc đáo được gọi là Phagogen (摂食交配, Sesshoku Kōhai): sinh sản vô tính trong khi truyền cho con cái của mình những đặc điểm di truyền của bất cứ thứ gì nó ăn. Để tận dụng gen của một loài cụ thể, kiến chúa Chimera được biết đến là loài kiếm ăn cho đến khi loài kiến này bị tuyệt chủng. Một Nữ hoàng Kiến Chimera đột biến đặc biệt nhắm vào con người, dẫn đến việc tạo ra Kiến Chimera hình người, những con kiến mong muốn chủ nghĩa cá nhân và phát triển khả năng sử dụng Niệm. Những con Kiến Chimera này cũng sở hữu ký ức di truyền về "kiếp trước" của chúng, một số chỉ có ký ức dấu vết trong khi những con khác là bản thân ban đầu của chúng được tái sinh. Sau cái chết của Nữ hoàng, thuộc địa chiếm đa số theo Vua Meruem trong khi những người khác cố gắng tạo ra thuộc địa của riêng họ. Chỉ một số ít Kiến Chimera dạng người sống sót và được phép sống giữa con người, được phân loại là một loài quái thú mới. 

#### Nữ hoàng kiến Chimera
Lồng tiếng bởi: Masako Ikeda
Nữ hoàng Kiến Chimera (女王, Joō) là Kiến Chimera đầu tiên được nhìn thấy trong bộ truyện, bị đột biến một cách bí ẩn thành cao khoảng hai mét thay vì chiều cao thông thường của đồng loại là 10 cm. Lần đầu tiên xuất hiện sau khi bị thương dạt vào bờ biển của khu tự trị Neo-Green Life (hay gọi đơn giản là NGL), một quốc gia nhỏ nằm trên một hòn đảo được gọi là Mitene Union. Được thúc đẩy bởi bản năng sinh sản của mình để sinh ra Vua kiến Chimera với những đặc điểm lý tưởng, Nữ hoàng kiến ngay lập tức bắt đầu ăn các loài động vật có vú nhỏ và sinh vật sống dưới nước để sinh ra kiến lính nhằm mang về số lượng lớn những con mồi lớn hơn. Khi một kiến lính mang hai đứa con người đến cho ăn, Nữ hoàng kiến lập luận rằng chúng giàu dinh dưỡng hơn con mồi trước đó của mình và bị ám ảnh bởi con người là nguồn dinh dưỡng, khiến kiến lính tập trung thu thập thêm con người để nuôi sống nữ hoàng. Nữ hoàng bị thương nặng khi Vua Kiến Chimera ép mình sinh non, làm tổn thương các cơ quan và mất nhiều máu. Mặc dù được các Hunter chữa trị nhưng Nữ hoàng Kiến vẫn chết khi đặt tên con trai mình là Meruem. Nhưng sau khi qua đời, Nữ hoàng đã sinh ra một người em gái song sinh với Meruem, người sau này được tiết lộ là Kite tái sinh thành Kiến Chimera.

#### Meruem
Lồng tiếng bởi: Kōki Uchiyama
Meruem (メルエム, Meruemu, hay còn gọi là "Meryem") là Vua kiến Chimera (王, Ō) và là đứa con mạnh nhất của Nữ hoàng (chỉ tồn tại trong 40 ngày), nhân vật phản diện chính trong arc Chimera Ants. Buộc mình ra khỏi bụng mẹ với cái giá là mạng sống của Nữ hoàng, Meruem kiêu ngạo và có rất ít ý thức về danh tính ngoài số phận được cho là của mình và những định kiến về tính ưu việt của đồng loại so với con người. Meruem rời NGL cùng với Đội cận vệ Hoàng gia của mình để tìm kiếm nơi thành lập thuộc địa của mình, tiếp quản Cộng hòa Đông Gorteau. Pitou thao túng xác của nhà độc tài Ming Jol-ik của East Gorteau để ra lệnh tập hợp toàn dân bắt buộc cho một cuộc biểu tình toàn quốc, để họ có thể bí mật sắp xếp để tìm những người sử dụng Niệm sẽ được dùng làm thực phẩm. Chúng cũng sử dụng khả năng của Pitou để thao túng người dân, hình thành một đội quân binh lính dưới sự kiểm soát của họ. Hiệp hội Hunter huy động một đội tiêu diệt xâm nhập vào cung điện Đông Gorteau và ám sát Meruem, bao gồm một đội Hunter chuyên nghiệp được chọn lọc.
Meruem quan tâm đến các trò chơi chiến lược, đánh bại những người chơi cấp vô địch bằng cách học chiến thuật chiến đấu của họ sau khi làm gián đoạn phong cách chơi của họ. Tuy nhiên, Meruem không thể vượt qua kỹ năng của một cô gái mù tên Komugi trong Gungi, trò chơi địa phương mà cô thống trị. Khi Meruem nhận thấy mình không thể đánh bại cô ấy, Meruem bắt đầu thể hiện sự tôn trọng và quan tâm đến Komugi trong khi đặt câu hỏi về phương pháp cai trị bạo lực của chính mình. Do đó, Meruem dao động giữa cảm xúc con người và bản năng động vật của mình, cuối cùng quyết định thỏa hiệp bằng cách chiếm lấy hành tinh này cho Kiến Chimera, nhưng tha thứ cho con người và để họ sống. Nhưng cuộc tấn công liều chết của Netero cuối cùng đã cướp đi mạng sống của Meruem do chất độc còn sót lại của quả bom, dành những giây phút cuối cùng để chơi với Komugi trước khi chết trong vòng tay của cô. Khả năng Niệm của Meruem, Tổng hợp Aura (オーラ合成, Ōra Gōsei), cho phép mình hấp thụ khí của những sinh vật khác mà Meruem tiêu thụ, khiến bản thân mạnh mẽ hơn.

#### Đội cận vệ hoàng gia
Đội Vệ binh Hoàng gia là bộ ba Kiến Chimera ưu tú với mục tiêu là bảo vệ Kiến thuộc đẳng cấp hoàng gia. Ban đầu họ phục vụ Nữ hoàng, người đã đích thân đặt tên cho họ, cho đến khi Nhà vua ra đời, sau đó họ chuyển lòng trung thành và theo Meruem đến Cộng hòa Đông Gorteau. Đội cận vệ hoàng gia bao gồm Neferpitou, Shaiapouf và Menthuthuyoupi.

#### Neferpitou
Lồng tiếng bởi: Ayumi Fujimura
Neferpitou (ネフェルピトー, Neferupitō), còn được gọi là "Pitou" (ピトー, Pitō), là một con kiến Chimera hình dạng kemonomimi và là con đầu lòng của Đội cận vệ Hoàng gia. Pitou là một trong những Kiến Chimera đầu tiên sử dụng đầy đủ Niệm với kỹ năng đủ để được Netero công nhận là một chiến binh siêu hạng. Pitou thể hiện sở trường về các thủ tục y tế/phẫu thuật, thúc đẩy và điều khiển bộ não của Pokkle để khiến con người tiết lộ mọi thứ mình biết về Niệm cho đồng loại. Là một người sử dụng Niệm thuộc hệ Đặc chất, khả năng Niệm của Pitou - Sửa chữa đồ chơi: Doctor Blythe (玩具修理者, Dokutā Buraisu) chữa lành vết thương, trong khi khả năng khác là Puppet Master: Terpsichora (黒子舞想, Terepushikōra) có thể điều khiển cơ thể bất kể còn sống hay đã chết.

#### Shaiapouf
Lồng tiếng bởi: Wataru Hatano
Shaiapouf (シャウアプフ, Shauapufu), còn được gọi là "Pouf" (プフ, Pufu), là một con Kiến Chimera hình người và là một trong những Đội cận vệ Hoàng gia. Anh là người xảo quyệt nhất trong ba người, mặc dù tính khí nóng nảy và tình yêu dành cho Meruem khiến anh ngấm ngầm bất chấp mệnh lệnh của Meruem. Hết lòng cống hiến hết mình để bảo vệ Meruem trong khi coi con người là thấp kém, Pouf vô cùng lo lắng trước nỗi ám ảnh của Meruem với Komugi, người mà anh coi là mối đe dọa cho kế hoạch của họ đến mức cố gắng lấy mạng cô ấy. Kỹ năng Niệm của Pouf là Bufferfly Scales Love Spring: Spiritual Message (鱗粉乃愛泉, Supirichuaru Messēji) trải vảy từ đôi cánh của mình lên không trung cho phép anh đọc được trạng thái tâm lý của đối thủ. Khả năng khác của anh là Beelzebub, King of Flies (蠅の王, Beruzebubu) cho phép Pouf chia cơ thể của mình thành các bản sao có kích thước khác nhau cho đến kích thước nano. 

#### Menthuthuyoupi
Lồng tiếng bởi: Fumihiko Tachiki
Menthuthuyoupi (モントゥトゥユピー, Montutuyupī), còn được gọi là "Youpi" (ユピー, Yupī), là thành viên thứ ba của Đội cận vệ Hoàng gia Kiến Chimera. Youpi là loài lớn nhất trong ba loài và là loài lai không phải con người duy nhất trong số họ, thay vào đó lại mang gen của một con thú ma thuật. Anh là người thẳng thắn nhất trong Đội cận vệ Hoàng gia và sở hữu sức mạnh đến từ lòng vị tha và sự tận tâm hoàn toàn đối với Nhà vua. Cơ thể của Youpi có thể biến hình, chẳng hạn như tạo thành đôi cánh để bay hoặc có thêm cánh tay để chiến đấu. Sau khi cảm thấy căng thẳng tột độ về tinh thần, anh biết được khả năng Niệm của mình có thể truyền một lượng lớn hào quang vào cơ thể và giải phóng nó trong một vụ nổ hủy diệt. Thông qua các trận chiến với các Hunter, Youpi dần tôn trọng họ và Niệm đến mức để họ sống. 

### Khác

#### Leol
Lồng tiếng bởi: Jiro Saito
Leol (レオル, Reoru) là một thủ lĩnh của phi đội Kiến Chimera dạng một con sư tử có sọc giống hổ. Ban đầu được đặt tên là Hagya (ハギャ), kiếp trước là một con sư tử. Leol nằm trong số những con Kiến Chimera chuyên ăn thịt người vốn nên dành cho Nữ hoàng, cũng như bắt đầu quan tâm đến những người sử dụng Niệm. Sau cái chết của Nữ hoàng, hắn ta bắt đầu thành lập thuộc địa của riêng mình, nhưng chạy trốn khỏi Hunter để quay về phe Nhà vua. Khả năng Niệm của Leol là IOU Dispenser: Rental Pod (謝債発行機, Rentaru Poddo), một thiết bị giống iPod lưu trữ khả năng Niệm mà hắn có thể mượn từ những người mắc nợ mình trong thời gian một giờ. 

#### Cheetu
Lồng tiếng bởi: Motoki Takagi
Cheetu (ヂートゥ, Jītu) là một thủ lĩnh phi đội Kiến Chimera dạng báo gêpa với tốc độ vô song, cho phép hắn né đạn một cách dễ dàng và nhanh chóng đấm những Hunter giàu kinh nghiệm trước khi họ kịp di chuyển. So với những con Kiến Chimera khác, Cheetu tính tình đơn giản và tự cao tự đại, không có mục đích riêng trong khi chỉ hài lòng với việc là người nhanh nhất. Sau cái chết của Nữ hoàng, Cheetu rời NGL và đi về phía đông trước khi bị Morel và Knuckle cản trở. 

#### Yunju
Lồng tiếng bởi: Yuya Murakami
Yunju (ユンジュ) là một thủ lĩnh phi đội Chimera Ant dạng nhân mã, dẫn đầu hai kiến lính khác được gọi là Centipede (ムカデ, Mukade) và Mosquito (蚊, Ka). Yunju là một con Kiến Chimera tàn bạo chuyên săn mồi con người và thậm chí coi họ như thú cưng nô lệ. Cuối cùng hắn ta bị Kaito giết trong khi Gon và Killua đánh bại hai kiến lính của hắn ta.

#### Zazan
Lồng tiếng bởi: Azusa Nakao  
Zazan (ザザン) là một thủ lĩnh phi đội Kiến Chimera dạng bọ cạp, trông giống một người phụ nữ cực kỳ quyến rũ với chiếc đuôi bọ cạp, có cấp dưới sát thủ bao gồm cánh tay phải của cô là Pike (パイク, Paiku). Trong khi thu thập con người cho Nữ hoàng, Zazan bắt Pokkle và đưa cậu ta tổ. Sau cái chết của Nữ hoàng, Zazan rời NGL để thành lập thuộc địa của riêng mình ở Thành phố Sao băng và biến một số lượng lớn con người ở đó thành tay sai phục tùng bằng khả năng Niệm của mình, Sexy Stinger of Rebirth: Queen Shot (審美的転生注射, Kuīn Shotto). 

#### Pike
Lồng tiếng bởi: Masahiro Yamanaka
Pike (パイク, Paiku) là một con Kiến Chimera già dạng nhện, làm kiến lính dưới sự chỉ huy của Zazan. Hắn ta cực kỳ trung thành với Zazan, thường muốn được cô khen ngợi mặc dù hắn khá đơn giản và bướng bỉnh. Trong cuộc đột kích của Nhóm vào Thành phố Sao Băng, hắn đã bị Shizuku giết chết. Khả năng Niệm của Pike là Deluge D'Amour: Love Shower (愛の放射線, Rabu Shawā) cho phép hắn ta bắn một mạng lưới bền, dính để gài bẫy mục tiêu của mình.
Boki
Lồng tiếng bởi: Kōki Miyata
Boki (ボキ) là một người lính làm việc cho Zazan. Hắn ta là một con kiến Chimera dạng bọ cánh cứng có đầu hơi giống Ultraman. Boki sử dụng khả năng Niệm của mình để điều khiển một con Kiến Chimera khác tên là Pell (ペル, Peru). Cuối cùng hắn ta đã bị giết bởi Shalnark. Loại Niệm của Boki là Thao túng và khả năng của hắn cho phép mình điều khiển mục tiêu của mình bằng cần điều khiển trò chơi điện tử.

#### Rammot
Lồng tiếng bởi: Shinya Hamazoe
Rammot (ラモット, Ramotto) là một kiến lính dưới sự chỉ huy của Colt, một con Kiến Chimera với các đặc điểm di truyền thỏ và chim sáo. Thích tự mình hành động, Rammot tấn công Gon và Killua để bảo vệ thức ăn của mình, nhưng thua cuộc trước khi được Colt cứu trong khi thề sẽ trả thù một cách tàn bạo. Điều đó đã vô tình kích hoạt khí của Rammot và khiến hắn ta trở thành Kiến Chimera đầu tiên sử dụng Niệm. Rammot sau đó quyết định trả thù sau cái chết của Nữ hoàng, nhắm vào Gon và Killua nhưng bị Killua giết.
Loại Niệm của Rammot là Cường hóa. Khả năng Niệm của hắn cho phép mình biến những chiếc lông vũ của mình thành những chiếc lông vũ sắc nhọn. 

#### Anh em nhà Ortho
Lồng tiếng bởi: Makiko Ohmoto và Masaki Aizawa
Anh em nhà Ortho (オルソ兄弟, Oruso Kyōdai) là một cặp anh em Kiến Chimera. Cả hai chia sẻ khả năng Niệm Death Games: Dart De Darts (死亡遊戯, Dāto De Dātsu) hoạt động khi cô em gái gắn thẻ (tag) cho ai đó, không thể xóa được cho đến khi trò chơi kết thúc trong khi người anh có thể bắt đầu trò chơi bằng cách ném phi tiêu, điều này sẽ tạo ra một phi tiêu giống cá trên cơ thể mục tiêu. Trò chơi có thể cực kỳ rủi ro nếu người anh không ném được cuối cùng, tất cả sát thương tích lũy lên mục tiêu sẽ chuyển hướng sang chính họ. 

## Hiệp hội Hunter
Hiệp hội Hunter (ハンター協会, Hantā Kyōkai) là một tổ chức phi chính phủ chịu trách nhiệm thử nghiệm và cấp phép cho "Hunter" (ハンター, Hant) —một người đã chứng tỏ bản thân thông qua quá trình kiểm tra nghiêm ngặt để trở thành một thành viên ưu tú của nhân loại và là người chuyên tìm kiếm những sinh vật quý hiếm, kho báu bí mật và những cá nhân khác. Sau khi vượt qua kỳ thi, Hunter sẽ được cấp giấy phép mang lại một số lợi ích cho người được cấp phép. Điều này dẫn đến số lượng đăng ký tham gia kỳ thi cấp giấy phép hàng năm rất lớn với tỷ lệ trượt cực cao.

### Isaac Netero
Lồng tiếng bởi: Bunmei Tobayama (sê-ri 1999), Ichirō Nagai (sê-ri 2011, tập 6–114, Nhiệm vụ cuối cùng), Banjō Ginga (sê-ri 2011, tập 122–126)
Isaac Netero (アイザック=ネテロ, Aizakku Netero) 120 tuổi, là Chủ tịch Ủy ban (thứ 12) Tuyển chọn cho Kỳ thi Hunter. Chủ trì cuộc thi, ông ta có quyền cuối cùng đối với mọi giai đoạn của kỳ thi và được hỗ trợ bởi thư ký Beans (ビーンズ, Bīnzu), người giúp tổ chức Kỳ thi Hunter và trao giấy phép của họ cho những ứng viên thành công. Netero tuyên bố là người sử dụng Niệm mạnh nhất trên thế giới hơn 50 năm trước. Hơn 60 năm trước, Netero đã dành bốn năm luyện tập nghiêm ngặt mỗi ngày để bày tỏ lòng biết ơn đối với võ thuật. Cuối cùng ông đã đạt được giác ngộ, ban cho ông khả năng đấm nhanh hơn tốc độ âm thanh và sức mạnh của Bồ Tát Quan Âm. Netero cũng là bậc thầy của phong cách Kung fu Shingen-Ryu (心源流). Isaac Netero là cha của Beyond Netero, người có sự tồn tại được giữ bí mật cho đến khi ông qua đời.

### Thập Nhị Chi
Thập Nhị Chi (十  支 し ん , Jūnishin) là hội đồng cấp cao của Hiệp hội Hunter bao gồm 12 Hunter hàng đầu do Chủ tịch Netero đích thân lựa chọn nhưng hiện nay, Chủ tịch cũng là một thành viên trong Thập Nhị Chi. Họ có mật danh dựa trên một cung hoàng đạo Trung Quốc và được giao nhiệm vụ quyết định bản chất kế vị của Netero sau khi ông qua đời. Vì lòng trung thành với chủ tịch, hầu hết đều thay đổi hành vi, đặc điểm thể chất và thậm chí cả tên hợp pháp của họ dựa trên con vật mà mỗi người đại diện. 

#### Ging Freecss
Lồng tiếng bởi: Hiroki Tōchi (sê-ri 1999), Urara Takano (lúc trẻ, sê-ri 1999), Rikiya Koyama (sê-ri 2011)
Ging Freecss (ジン=フリークス, Jin Furīkusu) là Hunter ba sao và cựu thành viên Thập Nhị Chi, đồng thời là cha của Gon và là động lực cho cậu để trở thành Hunter. Anh rời Đảo Cá Voi để trở thành Hunter trước khi tròn 12 tuổi, mười năm sau mới quay lại để nhờ bà ngoại chăm sóc Gon một thời gian. Nhưng Mito cảm thấy anh không phù hợp để làm cha mẹ và giành được quyền nuôi Gon, còn Ging thì không bao giờ quay trở lại nữa. Anh là người sáng tạo chính của trò chơi điện tử Greed Island, đồng thời cũng là người đã bắt và đặt Razor vào trò chơi. Là thành viên của Thập Nhị Chi, mật danh của anh là "Hợi" và là một trong hai thành viên duy nhất không bắt chước con vật tương ứng của họ. Khi kết thúc cuộc bầu cử chủ tịch, Ging cuối cùng cũng gặp được Gon. 
Ging khẳng định rằng mình không muốn gặp Gon vì quá xấu hổ về bản thân và vì đã vắng mặt trong cuộc đời Gon do sự ích kỷ của bản thân với việc thách thức con trai mình đi tìm anh. Mặc dù vậy, anh lại có vẻ tự tin vào khả năng của Gon và hiểu cậu hơn bất cứ ai; anh biết Gon sẽ trở thành Hunter và để lại một thẻ nhớ cho trò chơi Đảo Tham Lam cùng một tin nhắn ghi âm với Mito để đưa cho cậu khi làm vậy.

#### Cheadle Yorkshire
Lồng tiếng bởi: Ikue Ohtani
Cheadle Yorkshire (チードル=ヨークシャー, Chīdoru Yōkushā) là một phụ nữ thuộc mật mã Hoàng đạo là "Tuất". Cô là Thợ săn ba sao, một bác sĩ và luật gia được biết đến với cái tên Thợ săn bệnh tật. Cô thường được thể hiện là một người thông minh. 

#### Mizaistom Nana
Lồng tiếng bởi: Akio Ohtsuka
Mizaistom Nana (ミザイストム=ナナ, Mizaisutomu Nana), tên mã là "Sửu", là Hunter tội phạm sao đôi và được cho là một người đàn ông có lẽ thường. Anh cũng là luật sư và quản lý một công ty an ninh tư nhân. Trong Thập Nhị Chi, anh ấy, Cheadle, Botobai và Ginta tạo thành phe bảo thủ ôn hòa và thường làm việc cùng nhau. Khả năng của mình Closed Courtroom: Cross Game (密室裁判, Kurosu Gēmu) sử dụng thẻ xanh để tiếp nhận mọi người vào "phòng xử án" của mình, thẻ vàng để bất động và thẻ đỏ để đuổi họ ra khỏi phòng xử án.

#### Botobai Gigante
Lồng tiếng bởi: Issei Futamata  
Botobai Gigante (ボドバイ=ギガンテ, Bodobai Gigante), tên mã là "Thìn", là Hunter ba sao. Ông là thành viên cao cấp nhất của Thập Nhị Chi và thân thiết với Netero. Ông ta là công tố viên, nhà phân tích quân sự và Hunter khủng bố. Trong Thập Nhị Chi, ông, Cheadle, Mizaistom và Ginta tạo thành phe bảo thủ ôn hòa và thường làm việc cùng nhau. 

#### Kanzai
Lồng tiếng bởi: Ryota Ohsaka
Kanzai (カンザイ), mật danh là "Dần", là một vệ sĩ nóng tính và là Hunter kho báu. Anh có tính cách nóng nảy, thể hiện anh dễ nổi điên khi Pariston và Hisoka trêu chọc anh. Trong Thập Nhị, anh ấy, Gel và Saccho tạo thành phe tự do/phi chính trị và thường làm việc cùng nhau. 
Pyon
Lồng tiếng bởi: Tomoka Kiriyama
Pyon (ピヨン, Piyon), mật danh là "Mão" (là thỏ chứ không phải mèo), là một nhà ngôn ngữ học, thông dịch viên và Hunter bản đồ. Cô ấy có vẻ thành thạo công nghệ, vì thường thấy cô sử dụng điện thoại hoặc máy tính xách tay. Trong Thập Nhị, cô, Cluck và Saiyu tạo thành phe cải cách và thường làm việc cùng nhau. Trong các vòng bầu cử chủ tịch sau này, Pyon đóng vai trò là người chủ trì nghi lễ. 

#### Gel
Lồng tiếng bởi: Yuki Shirato
Gel (ゲル, Geru), mật danh là "Tỵ", là một người phụ nữ có thái độ điềm tĩnh. Cô có khả năng biến cánh tay của mình thành một con rắn mà cô dùng để đe dọa Pariston trong thời gian ngắn khi anh ta đề nghị các Thập Nhị phong anh làm Chủ tịch mà không cần bầu cử. Trong Thập Nhị, cô, Kanzai và Saccho tạo thành phe tự do/phi chính trị và thường làm việc cùng nhau. Cô ấy là nhân viên điều tra, dược sĩ và Hunter độc dược.

#### Cluck
Lồng tiếng bởi: Megumi Han  
Cluck (クルック, Kurukku), tên mã là "Dậu", là một trong những thành viên nóng tính nhất trong các Cung hoàng đạo. Cô dường như có khả năng điều khiển các loài chim, thể hiện khi cô giao tất cả các lá phiếu của Hunter cho cuộc bầu cử. Trong Thập Nhị, cô, Pyon và Saiyu tạo thành phe cải cách và thường làm việc cùng nhau. Cô là một nhạc sĩ, vũ công và Hunter thực vật. 
Saccho Kobayakawa
Lồng tiếng bởi: Takuma Suzuki  
Saccho Kobayakawa (サッチョウ=コバヤカワ, Satchō Kobayakawa), tên mã là "Ngọ", là Hunter sao đôi. Anh ta tỏ ra rất nghiêm khắc với các quy tắc và được biết đến với biệt danh "Hunter lo lắng". Anh là một thám tử và người siêng năng. Trong Thập Nhị, anh ấy, Kanzai và Gel tạo thành phe tự do/phi chính trị và thường làm việc cùng nhau.
Ginta
Lồng tiếng bởi: Takuma Suzuki
Ginta (ギンタ), mật danh là "Mùi", là một kiểm lâm và Hunter săn trộm. Anh có vẻ rất nhạy cảm khi nói đến cái chết của Netero, nhưng lại rất tức giận khi Pariston đề nghị mình làm chủ tịch mà không cần bầu cử. Trong Thập nhị, anh ấy, Cheadle, Mizaistom và Botobai tạo thành phe bảo thủ ôn hòa và thường làm việc cùng nhau. 
Saiyu
Lồng tiếng bởi: Velo Takeda
Saiyu (サイユウ, Saiyū), mật danh là "Thân", là một người đàn ông có ngoại hình giống Tôn Ngộ Không. Một Hunter săn tiền thưởng và võ sĩ, anh cũng có một cây trượng làm vũ khí của mình. Khả năng của anh bao gồm ba chú khỉ Niệm; See No Evil cướp đi tầm nhìn của đối thủ, Hear No Evil cướp đi thính giác và Speak No Evil cướp đi lời nói. Trong Thập Nhị, anh, Pyon và Cluck tạo thành phe cải cách và thường làm việc cùng nhau. Anh ta là người cung cấp thông tin cho Pariston trong Thập Nhị Chi. 

### Giám thị
Kỳ thi Hunter được chia thành nhiều giai đoạn, mỗi giai đoạn được giám sát bởi một Hunter có kinh nghiệm. Trong bài kiểm tra đầu tiên trong loạt phim, giám khảo đầu tiên là Satotz (サトツ, Satotsu), người kiểm tra sức chịu đựng của thí sinh bằng cách dẫn họ tham gia một cuộc chạy marathon không xác định độ dài xuyên qua một đường hầm và một vùng đầm lầy chứa đầy những sinh vật đặc biệt nguy hiểm. Giai đoạn thứ hai của kỳ thi được thực hiện bởi hai Hunter sành ăn, Buhara (ブハラ) và Menchi (メンチ). Mặc dù Menchi đánh bại tất cả các ứng cử viên do sự bướng bỉnh của cô ấy, Netero vẫn gây áp lực buộc cô phải cho các ứng viên một bài kiểm tra thay thế. Giai đoạn thứ ba được giám sát bởi Hunter săn tiền thưởng và cai ngục Lippo (リッポー, Rippō), kiểm tra các ứng viên ở các khía cạnh khác nhau của động lực nhóm, cả trên phương diện cộng đồng và cá nhân. Chủ tịch Netero tổ chức giai đoạn cuối cùng như một giải đấu đấu một chọi một, nơi người chiến thắng phải khiến đối thủ của mình thừa nhận thất bại. Ngược lại, các thí sinh vượt qua kỳ thi sau khi chỉ thắng một trận đấu và người thua sẽ tiến vào vòng tiếp theo, nghĩa là chỉ có một thí sinh sẽ thất bại. Satotz đứng ở vị trí thứ bảy và thứ 22 trong hai cuộc bình chọn về độ nổi tiếng đầu tiên của bộ truyện. 

### Thí sinh
Các thí sinh tham gia Kỳ thi Hunter thường niên lần thứ 287, năm mà các nhân vật chính của bộ truyện tham gia kỳ thi.

#### Hanzo
Lồng tiếng bởi: Yoshiaki Matsumoto (sê-ri 1999), Daisuke Kishio (sê-ri 2011)
Hanzo (ハンゾー, Hanzō) là một shinobi 18 tuổi đã được huấn luyện về nghệ thuật nhẫn thuật từ khi mới sinh ra. Anh quyết định trở thành Hunter để tìm kiếm Cuộn sách ẩn sĩ. Trong bài kiểm tra thứ hai của kỳ thi, về nấu ăn, anh là người duy nhất biết sushi là gì, vì đây là món ăn của quê hương anh ấy, Nhật Bản. Trong bài kiểm tra cuối cùng của Kỳ thi Hunter, Hanzo phải chống lại Gon trong một trận chiến mà một trong số họ phải thừa nhận thất bại. Mặc dù tốc độ, sức mạnh và kinh nghiệm chiến đấu dễ dàng vượt qua Gon, Gon vẫn từ chối ngay cả khi Hanzo bị gãy tay. Hanzo đứng ở vị trí thứ tám và thứ 16 trong hai cuộc bình chọn độ nổi tiếng đầu tiên của bộ truyện. 

#### Tonpa
Lồng tiếng bởi: Kohei Kowada (sê-ri 1999), Toshiharu Sakurai (sê-ri 2011)
Tonpa (トンパ) được các thí sinh có nhiều kinh nghiệm tham gia kỳ thi đặt biệt danh là "Kẻ nghiền nát tân binh". Anh đã thi 35 lần liên tiếp, không bao giờ vượt qua được. Anh thường khoe khoang kinh nghiệm của mình với những người lần đầu tiên tham gia kỳ thi và giúp đỡ họ. Đây chỉ đơn thuần là một trò lừa bịp, vì anh ta rất thích thú khi phá hoại nỗ lực lấy giấy phép của họ. Lần này, anh ta chọn Gon, Killua, Kurapika và Leorio trong khi thử nhiều cách khác nhau để ngăn chặn sự tiến bộ của họ. Anh cũng tham dự Kỳ thi Hunter sau đó, nơi anh ấy cùng với những người khác bị Killua đánh bại. 

#### Pokkle
Lồng tiếng bởi: Yukiko Tamaki (sê-ri 1999), Yukitoshi Tokumoto (sê-ri 2011)
Pokkle (ポックル, Pokkuru) là một cung thủ cừ khôi luôn mang theo cung và ống đựng tên mọi lúc mọi nơi. Các mũi tên được tẩm một loại thuốc an thần cực mạnh, ngay cả với một vết xước nhỏ cũng có thể gây tê liệt cho bất kỳ người nào trong tối đa một tuần. Anh vượt qua kỳ thi và trở thành Hunter được cấp phép. Pokkle đứng ở vị trí thứ 12 và 18 trong hai cuộc bình chọn về độ nổi tiếng đầu tiên của bộ truyện. 

#### Ponzu
Lồng tiếng bởi: Umi Tenjin (sê-ri 1999), Haruka Kudō (sê-ri 2011)
Ponzu (ポンズ) là một trong 24 người đã vượt qua được giai đoạn thứ tư của Kỳ thi Hunter. Cô chiến đấu bằng cách sử dụng vũ khí hóa học, nhiều loại chất độc và thích đặt bẫy thay vì chiến đấu trực diện. Vũ khí bí mật của cô nằm trong chiếc mũ tròn, mang theo những con ong độc thần kinh dưới bề mặt xuất hiện và tấn công kẻ thù khi cô bị đe dọa. Ponzu đứng ở vị trí thứ chín trong cuộc bình chọn độ nổi tiếng đầu tiên của bộ truyện. 

### Nhóm tiêu diệt Chimera Ant
Với sự xâm nhập của loài Kiến Chimera có kích thước bằng con người trong NGL, Hiệp hội Hunter cử một nhóm chính thức đến điều tra và ngăn chặn mối đe dọa. Đội tiêu diệt được lãnh đạo bởi không ai khác ngoài chính Chủ tịch Netero. Netero lựa chọn những người đi cùng mình, gây ra tranh cãi chính trị đáng kể trong Hiệp hội.

#### Morel Mackernasey
Lồng tiếng bởi: Taiten Kusunoki
Morel Mackernasey (モラウ=マッカーナーシ, Morau Makkānāshi) là một Hunter và là thành viên của đội được giao nhiệm vụ tiêu diệt Kiến Chimera. Một người đàn ông cứng rắn nhưng rất giàu lòng nhân ái với mái tóc dài và kính râm, anh là chủ nhân của Knuckle Bine và Shoot McMahon, và được Netero thừa nhận ngang hàng với chính mình. Anh ta sử dụng một chiếc tẩu hút thuốc khổng lồ và làn khói do nó tạo ra làm vũ khí. Với khả năng Niệm của mình Smoke Troopers: Deep Purple (紫煙機兵隊, Dīpu Pāpuru), Morel tạo ra những con rối khói hoạt động độc lập với anh sau khi có lệnh. Sau khi sự cố Kiến Chimera được giải quyết, Morel dự kiến sẽ được thăng cấp thành Thợ săn ba sao. 

#### Knov
Lồng tiếng bởi: Shin-ichiro Miki
Knov (ノヴ, Novu) là một Hunter và là thành viên của đội được giao nhiệm vụ tiêu diệt Kiến Chimera. Một người đàn ông thông minh đeo kính và mặc vest, anh ta là chủ nhân của Palm và là mục tiêu trong tình cảm của cô, và được Netero thừa nhận ngang hàng. Khả năng Niệm của Knov Fourth-Dimensional Mansion: Hide and Seek (4次元マンション, Haido ando Shīku) tương tự như dịch chuyển tức thời ở chỗ anh ta tạo ra các cổng đến chiều không gian Niệm. Bên trong biệt thự Niệm bốn tầng này, anh có thể cất giữ vật phẩm hoặc người. Trong khi những người khác chỉ có thể thoát khỏi một địa điểm đã xác định trước thì Knov có thể sử dụng khóa chính của mình để thoát khỏi bất kỳ cổng nào đã đặt trước đó mà anh muốn. 

#### Knuckle Bine
Lồng tiếng bởi: Wataru Takagi
Knuckle Bine (ナックル=バイン, Nakkuru Bain) là một Hunter quái thú và là học trò của Morel. Dù tỏ ra là một người hung hãn nhưng Knuckle lại rất giàu lòng nhân ái và dễ rơi nước mắt. Anh cũng rất hòa đồng với động vật, có thói quen chăm sóc những thú cưng bị bỏ rơi. Khả năng Niệm của Knuckle là Hakoware: Bankruptcy, Chapter Seven (天上不知唯我独損, Hakoware), bằng cách cho đối thủ mượn một chút khí chất thông qua một cú đấm, anh gắn vào một sinh vật Niệm nhỏ không thể phá hủy được gọi là Amortizing Power Redirector (ポットクリン, Pottokurin) hay gọi tắt là APR.

#### Shoot McMahon
Lồng tiếng bởi: Yuji Ueda
Shoot McMahon (シュート=マクマホン, Shūto Makumahon) là một Hunter quái vật không xác định có một cánh tay và là học trò của Morel. Khả năng Niệm của Shoot là Dark Inn: Hotel Rafflesia (暗い宿, Hoteru Rafureshia) điều khiển một chiếc lồng và ba bàn tay quái gở có thể bay lên. Shoot có thể co lại và bịt kín những gì bị tay mình đánh trúng, trong lồng. Anh ta có tính cách rụt rè và thường ngại lợi dụng thời cơ để tấn công kẻ thù. Trong cuộc chiến chống lại Youpi trong cuộc đột kích của đội tiêu diệt vào Đông Gorteau, Shoot được Gon truyền cảm hứng, và bằng cách đối mặt với nghịch cảnh, anh đã có thể vượt qua sự rụt rè và chiến đấu mà không quan tâm đến mạng sống của mình. 

#### Palm Siberia
Lồng tiếng bởi: Kikuko Inoue  
Palm Siberia (パーム=シベリア, Pāmu Shiberia) là học trò của Knov, người mà cô có cảm tình. Để cô ấy có thể đồng hành cùng Knov trong cuộc tiêu diệt, Gon và Killua phải đánh bại Knuckle và Shoot trong vòng một tháng, vì vậy Palm đã liên hệ với Biscuit để huấn luyện họ thêm. Trong hầu hết thời gian, cô hay tỏ ra mệt mỏi và căng thẳng, toát ra một bầu không khí đáng sợ. Tuy nhiên, cô  khá xinh đẹp khi đã lên đồ và trang điểm. Cô cũng nảy sinh tình cảm với Gon, nhưng không thể tiếp tục mối quan hệ giữa cả hai (vì Killua ngăn cản). Palm có thể nhìn thấy vị trí của bất kỳ ai mà cô đã nhìn thấy bằng chính mắt mình bằng cách sử dụng một di vật quả cầu pha lê nàng tiên cá nhỏ được nuôi dưỡng bằng máu của cô. 
Meleoron
Lồng tiếng bởi: Nobuo Tobita  
Meleoron (メレオロン, Mereoron) là một thủ lĩnh phi đội Kiến Chimera hình dạng tắc kè hoa và là một người theo chủ nghĩa hòa bình lập dị, không thích chiến đấu hoặc giết chóc, thừa nhận rằng sức chiến đấu của mình ngang bằng với một con kiến lính thấp kém. Rời khỏi thuộc địa sau cái chết của Peggy bởi Meruem, Meleron dần lấy lại ký ức về kiếp trước khi còn là một con người tên là Jail (ジェイル, Jeiru) và Peggy ban đầu là cha nuôi của anh. Điều này thúc đẩy anh thề sẽ trả thù Nhà vua (Meruem) và hợp tác với Gon, người mà anh coi là đồng minh lý tưởng cho mục đích này. Khả năng Niệm của Meleoron God's Alibi: Perfect Plan (神の不在証明, Pāfekuto Puran) khiến bản thân trở nên vô hình và không thể phát hiện được bằng mùi, âm thanh hoặc thậm chí là chạm vào miễn là anh nín thở. 
Ikalgo
Lồng tiếng bởi: Kenyuu Horiuchi
Ikalgo (イカルゴ, Ikarugo), là một con Kiến Chimera có hình dạng bạch tuộc luôn ước mình được sinh ra làm một con mực. Mặc dù anh tấn công Killua trước nhưng Killua đã ngăn anh tự sát vì cậu nghĩ họ có thể làm bạn bè, và đổi lại Ikalgo sau đó đã cứu sống cậu. Ikalgo có thể biến hai xúc tu của mình thành một khẩu súng hơi, có thể điều khiển xác chết bằng khả năng Niệm của mình Forbidden Games: Living Dead Dolls (死体と遊ぶな子供たち, Ribingu Deddo Dōruzu) và cũng có thể sử dụng khả năng Niệm của xác chết. Khi thao túng xác chết anh có thể sử dụng Tick Tock: Fleadom Fire (蚤弾, Furīdamu) để bắn những con bọ chét đặc biệt từ khẩu súng của mình. Thực sự đã trở thành bạn bè, Ikalgo liên minh với Killua và các Hunter và được giao nhiệm vụ tìm kiếm và trốn thoát cùng Palm trong cuộc tấn công vào cung điện. 

### Khác

#### Kite
Lồng tiếng bởi: Shigeru Nakahara (sê-ri 1998), Yūji Kishi (sê-ri 1999), Shūichi Ikeda (sê-ri 2011), Uki Satake (Chimera Ant)
Kite (カイト, Kaito) là Hunter đầu tiên được giới thiệu trong câu chuyện. Là học trò của Ging Freecss, cha của Gon, anh đã đến Đảo Cá voi ba năm trước khi bắt đầu bộ truyện để tìm kiếm những người dẫn đầu vượt qua bài kiểm tra cuối cùng của mình, tìm Ging. Sau khi cứu Gon khỏi một con cáo, Kite tiết lộ với cậu rằng cha cậu còn sống và là Hunter giỏi nhất ở đó, truyền cảm hứng cho Gon đi theo bước chân của cha mình. Sau khi hoàn thành Đảo Tham lam Gon tình cờ gặp lại Kite, người sau khi tìm thấy Ging đang thực hiện một cuộc khảo sát sinh học nhằm tìm kiếm các loài mới ở đất nước Kakin. Anh đang lãnh đạo một đội gồm những Hunter trẻ tuổi có tên là Banana Kavaro, Lin Koshi, Monta Yuras, Podungo Lapoy, Spinner Clow và Stick Dinner. Khả năng Niệm của anh là Mad Clown: Crazy Slots (気狂いピエロ, Kureijī Surotto) một tên hề chọn ngẫu nhiên một số từ 1 đến 9 và triệu hồi các loại vũ khí tương ứng, thứ mà anh không thể cất đi cho đến khi sử dụng. 
Kite bị Neferpitou giết, cơ thể của anh bị chỉnh lại thành một con rối và bị điều khiển để huấn luyện cho lũ kiến Chimera. Anh bị Knuckle và Shoot bắt giữ, Gon thề sẽ cứu anh và trả thù. Đoạn sau tiết lộ rằng em gái song sinh của Meruem được tìm thấy trên xác của Nữ hoàng là Kite tái sinh thành một con kiến Chimera nữ. Kite đứng ở vị trí thứ mười trong cuộc bình chọn độ nổi tiếng đầu tiên của bộ truyện. 

#### Izunavi
Lồng tiếng bởi: Kazuki Yao (sê-ri 1999, tập 45), Tsuyoshi Koyama (sê-ri 1999, tập 56), Masaki Aizawa (sê-ri 2011)
Izunavi (イズナビ, Izunabi), tên là Mizuken (ミズケン) trong anime sê-ri 2011, là Hunter và người dạy Niệm cho Kurapika. Izunavi dạy cậu về Niệm và nói cho cậu về khả năng tạo ra các Hợp đồng tăng cường các khả năng dựa trên mức độ nghiêm ngặt của giới hạn mà người dùng đặt ra. Anh đứng ở vị trí thứ 24 trong cuộc bình chọn độ nổi tiếng thứ hai của bộ truyện.

#### Melody
Lồng tiếng bởi: Tarako Isono (sê-ri 1999), Miina Tominaga (sê-ri 2011)
Melody (センリツ, Senritsu) là một Hunter âm nhạc và là thành viên tốt bụng và hiểu biết trong đội vệ sĩ của Neon. Cô luôn sẵn sàng lắng nghe lời tâm sự của bất kỳ ai và có tài khiến mọi người cảm thấy thoải mái. Như Leorio lưu ý, cô là một trong số rất ít nhân vật khiến Kurapika cởi mở với mình. Ngoại hình của Melody trái ngược hẳn với tâm hồn nhân hậu của cô. Do ảnh hưởng của "Sonata of Darkness", một bản nhạc được cho là do chính Satan viết ra, ai nghe nó sẽ bị nguyền rủa nặng nề, thân hình thấp bé và cánh tay phải bị biến dạng. Một đêm nọ, Melody và bạn cô ấy say rượu, và bạn cô chơi bản Sonata. Sức mạnh của nó lớn đến nỗi khi chỉ nghe thấy động tác đầu tiên của tiếng sáo độc tấu, Melody đã bị biến dạng. Bạn của cô không may mắn như vậy; toàn bộ cơ thể anh ta bị biến dạng giống như cánh tay của Melody và đã chết sau khi chơi nó. Đổi lại, Melody có được khả năng Niệm của mình. Mục tiêu của Melody là tìm ra Sonata of Darkness và tiêu diệt nó. Melody có khả năng phát ra hào quang của mình cho mọi người để làm dịu đi sự mệt mỏi khi cô chơi một nhạc cụ. Melody còn có thính giác rất nhạy bén và có thể biết được trạng thái tâm lý của một người chỉ bằng cách lắng nghe nhịp tim của họ. Ví dụ, cô ấy biết khi nào người ta nói dối hoặc khi ai đó đã hoàn toàn mất bình tĩnh. Melody được lấy cảm hứng từ Nausicaä và Yupa trong Nausicaä of the Valley of the Wind của Hayao Miyazaki, hoặc có thể là Ashitaka từ Công chúa Mononoke thay vì Yupa. Melody đứng ở vị trí thứ 20 trong cuộc bình chọn độ nổi tiếng thứ hai của bộ truyện. 

#### Basho
Lồng tiếng bởi: Hidenobu Kiuchi (sê-ri 1999), Toru Nakane (sê-ri 2011)
Basho (バショウ, Bashō) là một trong những vệ sĩ mới của Neon Nostrade, được thuê cùng với Kurapika. Khi được giới thiệu lần đầu, anh nhanh chóng đánh giá thấp Kurapika, nhưng sau khi Kurapika trưng bày khả năng Niệm của mình, anh ngày càng tôn trọng cậu ấy. Khả năng Niệm của anh được gọi là The Wandering Haiku Poet(流離の大俳人, Gureito Haikā), Basho viết một bài thơ haiku mô tả một điều kiện trên một mảnh giấy (chẳng hạn như "Bất cứ thứ gì tôi đánh vào sẽ phát nổ"), sau đó trở thành sự thật.

## Người chơiĐảo Tham Lam
Đảo Tham lam (グリードアイランド) là một trò chơi điện tử được tạo bởi Ging Freecss và mười người bạn của anh cho máy chơi trò chơi điện tử "Joystation" vào năm 1987, dành riêng cho những Hunter biết Niệm. Chỉ có 100 bản được sản xuất và bán được 5,8 tỷ Jenny (đơn vị tiền tệ trong Hunter × Hunter), mức cao nhất từ trước đến nay đối với một trò chơi điện tử. Trò chơi dường như vận chuyển cơ thể vật lý của người chơi vào "thế giới" Đảo Tham lam (mặc dù thực tế đây là một hòn đảo biệt lập tồn tại trong thế giới thực), chỉ thả họ khi họ chết (lúc đó họ cũng chết ở ngoài đời thực), khi họ thắng hoặc khi họ sử dụng một lá bài đặc biệt trong trò chơi để giúp họ thoát ra.

### Biscuit Krueger
Lồng tiếng bởi: Chieko Higuchi (Greed Island OVA), Akiko Kimura (GI Final OVA, dạng trẻ con), Takashi Hagino (GI Final OVA, dạng trưởng thành), Chisa Yokoyama (sê-ri 2011)
Biscuit Krueger (ビスケット クルーガー, Bisuketto Kurūgā) là Hunter, người mà Gon và Killua hợp tác ở Đảo Tham lam. Mặc dù cô có vẻ ngoài là một cô bé, nhưng hình dạng thật của thực sự là một phụ nữ 57 tuổi to lớn và cực kỳ cơ bắp, to gấp nhiều lần. Biscuit vẫn ở trong hình dạng cô gái trẻ này vì cô ghét ngoại hình thực sự của mình, nhưng vẫn chấp nhận vì sức mạnh to lớn của nó. Mục tiêu của cô ở Đảo Tham Lam là lấy được viên ngọc chỉ có trong trò chơi, Blue Planet. Cô trở thành giáo viên thứ hai của Gon và Killua, đồng thời cũng là sư phụ của Wing, người đầu tiên dạy Niệm cho Gon và Killua. Biscuit là niệm hệ Biến hóa.

### Tsezguerra
Lồng tiếng bởi: Ryūji Mizuki (Greed Island OVA), Kiyoyuki Yanada (series 2011)
Tsezguerra (ツェズゲラ, Tsezugera) là một Hunter Jackpot một sao giàu kinh nghiệm. Ông ta được tỷ phú Battera (バッテラ) thuê để đánh bại Đảo Tham lam và kiểm tra những người muốn tham gia trò chơi nhằm kiếm được số tiền thưởng 50 tỷ jenny do Battera đưa ra. Ông và đồng đội của mình với Gon, Killua, Biscuit, Hisoka và Goreinu để tham gia trò chơi bóng né với Razor. 

### Nick
Lồng tiếng bởi: Kenji Nomura (Greed Island OVA), Hiroshi Yanaka (series 2011)
Nickes (ニックス, Nikkusu) là một người chơi ở Đảo Tham lam và là thủ lĩnh nhóm của chính anh nhiều người chơi khác bao gồm Abengane và Genthru, họ sẽ cố gắng hợp tác cùng nhau để đánh bại trò chơi. 

### Abengane
Lồng tiếng bởi: Daisuke Hirakawa (Greed Island OVA), Eiji Hanawa (series 2011)
Abengane (アベンガネ) là một nhà trừ tà; người dùng Niệm có khả năng loại bỏ "lời nguyền" hoặc các đòn tấn công của Niệm lên chính mình hoặc người khác. Những con thú Niệm mà anh triệu hồi để ăn những lời nguyền Niệm đặt trên người mình, gắn kết chúng với mình cho đến khi đáp ứng được điều kiện ban đầu để xóa bỏ lời nguyền hoặc người thực hiện ban đầu chết.

### Goreinu
Lồng tiếng bởi: Kōsuke Toriumi (Greed Island OVA), Hidetaka Tenjin (series 2011)
Goreinu (ゴレイヌ) là một người chơi của Đảo Tham lam liên minh với nhóm của Gon trong trò chơi bóng né với Razor. Khả năng Niệm của anh là tạo thành hai con khỉ đột từ Niệm. Anh dường như điều khiển khỉ đột và có thể nhanh chóng hoán đổi vị trí của chúng với chính mình hoặc với người khác, bạn bè hay kẻ thù.

### Razor
Lồng tiếng bởi: Tōru Furusawa (Greed Island OVA), Takaya Kuroda (series 2011)
Razor (レイザー, Reizā) là một trong những Game Master và là người tạo ra Đảo Tham Lam. Razor được cha của Gon dặn rằng đừng nương tay với con trai mình nếu cậu ấy đến Đảo Tham lam. Razor là người chủ chốt trong việc lấy được một trong những lá bài khó nhất trong trò chơi; Những người thách thức phải đối đầu với Razor và 14 con quỷ của hắn trong một nhóm gồm 15 người và đánh bại họ trong các sự kiện thể thao khác nhau. Người ta biết được rằng 14 con quỷ không phải là đồng minh của hắn ta mà là khả năng của Razor để phát ra 14 sinh vật Niệm theo ý muốn. Hắn ta bị đánh bại trong một trò chơi bóng né bởi nhóm đồng minh của Gon (bao gồm Gon, Killua, Biscuit, Hisoka và một số người chơi khác do Battera thuê). Razor tiết lộ với Gon rằng mình là một tử tù bị Ging bắt và đưa đến đảo. 

## Gia tộc Zoldyck
Zoldyck (ゾ ル デ ィ ッ ク, 家 Zorudikku-ke) là gia tộc sát thủ khét tiếng nhất thế giới. Họ sống ở núi Kukuroo ngừng hoạt động và được canh gác bởi chú chó khổng lồ cùng những người có sức mạnh đáng nể, các thành viên trong gia tộc Zoldyck (cả Killua và Kalluto) bao gồm:

### Zeno Zoldyck
Lồng tiếng bởi: Tadashi Miyazawa (sê-ri 1999), Hiroshi Ohtake (sê-ri 2011)
Zeno Zoldyck (ゼノ=ゾルディック, Zeno Zorudikku) là ông nội của Killua và cha của Silva. Là một ông già hóm hỉnh, tuổi đã cao không làm suy giảm tư duy nhanh nhạy và tốc độ trong chiến đấu. Zeno đeo những tấm biển xen kẽ trên trang phục của mình có nội dung "A Kill a Day" hoặc "Never Retire". Ông có vẻ có quan hệ tốt với Chủ tịch Netero, người đã thuê Zeno thực hiện cuộc tấn công ban đầu vào cung điện ở Đông Gorteau nhằm khiến Kiến Chimera mất cảnh giác. Ông tỏ ra do dự trong trận chiến khi nhận ra Nhà vua (Meruem) quan tâm đến sự an toàn của một tù nhân con người (Komugi). Zeno yêu quý Killua hơn những đứa cháu khác của mình. Zeno là một người sử dụng Niệm thuộc loại Biến đổi, và khả năng Niệm đầu tiên của ông cho phép phát ra các vụ nổ Niệm bằng lòng bàn tay. 
Zeno đứng ở vị trí thứ chín trong cuộc bình chọn độ nổi tiếng thứ hai của bộ truyện. 

### Silva Zoldyck
Lồng tiếng bởi: Kouji Ishii (sê-ri 1999), Kouichi Yamadera (sê-ri 2011)
Silva Zoldyck (シルバ=ゾルディック, Shiruba Zorudikku) là cha của Killua. Là một người im lặng, trầm ngâm, sự tương tác của Killua với ông dường như bị hạn chế. Ông cho phép Killua đi cùng Gon trong hành trình tìm kiếm cha cậu ấy, nhưng chỉ vì ông coi đó là một bước quan trọng trong quá trình phát triển của Killua với tư cách là sát thủ đứng đầu Gia tộc Zoldyck. 
Silva cùng với Ging ở vị trí thứ 15 trong cuộc bình chọn độ nổi tiếng đầu tiên của bộ truyện và đứng thứ 13 trong cuộc bình chọn thứ hai. 

### Kikyo Zoldyck
Lồng tiếng bởi: Rena Yukie (sê-ri 1999), Junko Iwao (sê-ri 2011)
Kikyo Zoldyck (キキョウ=ゾルディック, Kikyō Zorudikku) là mẹ của Killua. Cô bị thương khi cố gắng ngăn Killua chạy khỏi nhà để tham gia Kỳ thi Hunter, mặc dù cô tự hào về Killua vì đã làm như vậy. Cô hơi hoang tưởng và thận trọng với bạn bè của Killua. Kikyo rất mong Killua xuất sắc trong việc ám sát và dự đoán rằng một ngày nào đó, cậu sẽ tiếp tục công việc kinh doanh của gia đình. Theo Illumi, Killua là đứa con trai yêu thích của cô. Kikyo đứng ở vị trí thứ 13 trong cuộc bình chọn độ nổi tiếng đầu tiên của bộ truyện. 

### Milluki Zoldyck
Lồng tiếng bởi: Katashi Ishizuka (sê-ri 1999), Kimiko Saito (sê-ri 2011)
Milluki Zoldyck (ミルキ=ゾルディック, Miruki Zorudikku) là anh cả thứ hai của Killua và là một người béo phì, có ác cảm mạnh mẽ với việc tập thể dục. Anh có vẻ là một otaku vì căn phòng được bao phủ bởi các figure từ nhiều anime, manga và trò chơi điện tử khác nhau. Milluki có tài hack hệ thống máy tính khi Killua yêu cầu anh hack thẻ nhớ của Ging. Anh cũng bị thương khi Killua trốn thoát. Milluki chịu trách nhiệm tra tấn Killua như một hình phạt nhưng không có động lực thực hiện việc đó lâu vì anh hay trở nên kiệt sức. 

### Alluka Zoldyck
Lồng tiếng bởi: Maaya Uchida
Alluka Zoldyck (アルカ=ゾルディック, Aruka Zorudikku) là em út thứ hai của Killua. Trong khi các thành viên khác trong gia đình Zoldyck coi Alluka là nam hoặc một đồ vật thì Killua, người thân nhất với Alluka, nói rằng Alluka là nữ. Alluka là một đứa trẻ đen tối với khả năng thực hiện điều ước và có nhân cách thứ hai, được Killua đặt tên là Nanika (ナニカ, "Cái gì đó"). Khi một người chấp nhận ba yêu cầu do Alluka đưa ra, Nanika sẽ đáp ứng điều ước của họ. Mong muốn càng lớn thì yêu cầu của Alluka đối với người tiếp theo càng lớn. Nếu bốn yêu cầu của Alluka bị từ chối liên tiếp, ít nhất hai người, người bị từ chối và người bạn/người yêu thân nhất của họ, sẽ chết. Một điều ước lớn hơn đòi hỏi nhiều người chết hơn ở lần tiếp theo khi yêu cầu bị từ chối; chết theo thứ tự thời gian họ đã dành cho người bị từ chối. Một khi người chết vì từ chối, yêu cầu "đặt lại" ở mức độ khó thấp nhất. Vì sức mạnh của Alluka được coi là quá nguy hiểm nên Alluka bị nhốt một mình trong căn phòng đầy đồ chơi. Lo sợ Killua sẽ nhờ Alluka giúp đỡ để cứu mạng Gon, Illumi nhờ Hisoka giúp đỡ trong việc tìm kiếm và giết Alluka, vì Alluka gây nguy hiểm nghiêm trọng cho toàn bộ gia đình Zoldyck trong trường hợp Killua bị giết bởi sức mạnh của Alluka. 

### Maha Zoldyck
Maha Zoldyck (マハ゠ゾルディック, Maha Zorudikku) là thành viên lớn tuổi nhất còn sống của gia đình Zoldyck. Ông là ông nội của Zeno và chỉ xuất hiện mà không nói được lời nào. Trong các sự kiện ở Thành phố Yorknew, Maha đã hỗ trợ chắt của mình ám sát Mười Ông Trùm của Cộng đồng Mafia.

## Các nhân vật khác

### Mito
Lồng tiếng bởi: Akemi Okamura (phim 1998), Akiko Kimura (sê-ri 1999), Keiko Han (sê-ri 2011)
Mito (ミト) là người phụ nữ đã nuôi nấng Gon và không muốn cậu trở thành Hunter. Mặc dù là em họ của Ging nhưng Gon vẫn coi cô như dì của mình và coi cô là "mẹ ruột" của mình. Mito chưa bao giờ nói với Gon rằng Ging là Hunter, nhưng cậu lớn lên với niềm tin rằng cả cha mẹ mình đều chết trong một vụ tai nạn xe hơi, Gon đã biết điều đó từ Kite ba năm trước bộ truyện. Sau đó, cô tiết lộ với cậu rằng mười năm sau khi Ging rời Đảo Cá voi, anh trở lại cùng Gon khi còn là một đứa trẻ sơ sinh và nhờ bà của họ chăm sóc cậu một thời gian, nhưng Mito cảm thấy Ging không thích hợp để làm cha và giành được quyền nuôi cậu. Trong phiên bản anime và tiểu thuyết năm 1999, Mito thành em gái của mẹ Gon, coi Ging là anh rể của cô.

### Wing
Lồng tiếng bởi: Masami Kikuchi (sê-ri 1999), Toshihiko Seki (sê-ri 2011)
Wing (ウイング, Uingu) là trợ thủ của môn Kung fu Shingen-Ryu có học trò là Zushi. Anh gặp Gon và Killua tại Heavens Arena và cuối cùng dạy cả hai cơ bản về Niệm. Ban đầu anh nói dối họ về Niệm và thay đổi ý định khi họ tiến lên tầng 200 của Heavens Arena, nhận ra rằng họ có thể chết hoặc bị thương nặng bởi những người dùng Niệm khác. Trong vài tháng tiếp theo, anh dạy họ những điều cơ bản về Niệm và thông báo rằng họ đã vượt qua yêu cầu bí mật cuối cùng để trở thành Hunter. Tuy vậy, anh có phần lo sợ về tiềm năng to lớn của họ. Giáo viên của Wing là Biscuit Krueger, người sau này tình cờ trở thành giáo viên thứ hai của Gon và Killua. Wing xuất hiện tại đám tang của Isaac Netero và tại vòng đầu tiên của Cuộc bầu cử Chủ tịch Hunter lần thứ 13. Loại Niệm của anh là Cường hóa. Wing đứng ở vị trí thứ 11 và 15 trong hai cuộc bình chọn về độ nổi tiếng đầu tiên của bộ truyện.

### Heavens Arena (Đấu trường Trên không)
Đấu trường Trên không (天空闘技場, Tenkū Tōgijō) là một đấu trường chiến đấu trên tháp lớn, nơi các chiến binh chiến đấu và lên các tầng cao hơn để nhận phần thưởng. Được cho là tòa nhà cao thứ tư trên thế giới, cao hơn 991 mét và có tổng cộng 251 tầng. 

#### Zushi
Lồng tiếng bởi: Umi Tenjin (sê-ri 1999), Yuka Terasaki (sê-ri 2011)
Zushi (ズシ) là một cậu bé học Shingen-Ryu Kung fu và Niệm dưới sự hướng dẫn của Wing, người mà Gon và Killua gặp ở Đấu trường. Cậu ta là một chiến binh đáng gờm và là một thần đồng, tuy vậy cậu nhanh chóng bị Gon và Killua vượt qua. Theo kết quả bói toán nước của mình, Zushi là một Người thao túng. Zushi đứng ở vị trí thứ 21 trong cuộc bình chọn độ nổi tiếng thứ hai của bộ truyện. 

#### Sadaso
Lồng tiếng bởi: Yoshikazu Nagano (sê-ri 1999), Kazuma Takao (sê-ri 2011)
Sadaso (サダソ) là một chiến binh Đấu trường đến từ tầng 200 với đặc điểm đáng chú ý là cánh tay trái bị mất và mong muốn tàn nhẫn được săn đón những chiến binh mới làm quen với Niệm. Hắn và hai chiến binh khác đang háo hức muốn chiến đấu với Gon và Killua. Sadaso là một người sử dụng Niệm thuộc loại Biến đổi và khả năng của hắn ta cho phép mình biến đổi một cánh tay trái khổng lồ để kiềm chế mục tiêu của mình. Giống như hai tay sai khác của hắn, khả năng Niệm của Sadaso dựa trên phần cơ thể bị mất của hắn.

#### Gido
Lồng tiếng bởi: Kohei Kowada (sê-ri 1999), Tōru Nara (sê-ri 2011)
Gido (ギド) là một chiến binh của Đấu trường đến từ tầng 200 với đặc điểm đáng chú ý là phần thân dưới bị thiếu, do đó hắn phải có một bộ phận giả bằng kim loại để bù đắp cho sự mất mát của mình. Hắn ta, Sadaso và Riehvelt muốn thách đấu cả Gon và Killua. Gido có thể sử dụng Combat Dance: Battle Waltz (戦闘円舞曲, Tatakai no Warutsu) để ra lệnh cho chiếc áo được tăng cường Niệm của mình bao vây đối thủ. Tornado Top (竜巻独楽, Tatsumaki Goma) khiến Gido quay tròn như con quay trong khi được bao bọc bởi khí. 

#### Riehlvelt
Lồng tiếng bởi: Yoshihiko Akaida (sê-ri 1999), Ichitarō Ai (sê-ri 2011)
Riehlvelt (リールベルト, Rīruberuto) là một chiến binh của Đấu trường đến từ tầng 200 và tứ chi bị liệt, do đó hắn phải ngồi trên một chiếc xe lăn đã được cải tiến. Riehvelt cuối cùng đã bị loại khỏi Heaven's Arena sau tổng cộng bốn trận thua trước cả Gon và Killua. Hắn ta sử dụng hai cây roi gọi là Two-Headed Snake-Twin Serpents (双頭の蛇, Twin Snake) có thể phát ra dòng điện 1.000.000 volt. 
Kastro
Lồng tiếng bởi: Yuuji Kishi (sê-ri 1999), Tokuyoshi Kawashima (sê-ri 2011)
Kastro (カストロ, Kasutoro) là một chiến binh nổi bật và tài năng trong Đấu trường. Anh lang thang trên tầng 200 của Đấu trường Thiên đường với mục đích giành đủ chiến thắng để trở thành Chủ tầng. Trận thua duy nhất của anh là trước Hisoka, vì vậy anh tập luyện nghiêm ngặt để cải thiện Niệm của mình. Sau khi tích lũy được chín trong số mười chiến thắng cần thiết để trở thành Chủ tầng, anh ta thách đấu Hisoka một trận tái đấu. Mặc dù sinh ra là một Người tăng cường nhưng khả năng của Kastro hoàn toàn bỏ qua sức mạnh của mình và sử dụng Phép thuật và Thao tác. 

### Gia đình Nostrade
Gia đình Nostrade (ノストラード組 Nosutorādo Famirī) là gia đình mafia mà Kurapika gia nhập để tìm thông tin liên quan đến Đôi mắt đỏ bị đánh cắp của người dân của mình. Nó được lãnh đạo bởi Light Nostrade (ライト=ノストラード, Raito Nosutorādo) và bằng cách sử dụng khả năng bói toán của con gái mình là Neon, Light đã nâng cao đáng kể vị thế của mình trong cộng đồng mafia, đến mức ngay cả Mười ông trùm cũng phải tìm kiếm lời khuyên của con gái ông. Trước khi tham gia cuộc đấu giá ngầm, Dalzollene đã thuê một số vệ sĩ để bảo vệ Neon, bao gồm cả Kurapika. Sau cuộc tấn công của Phantom Troupe vào cuộc đấu giá, một số vệ sĩ đã bị giết, bao gồm cả Dalzollene, điều này cho phép Kurapika trở thành vệ sĩ chính. 

#### Neon Nostrade
Lồng tiếng bởi: Yuko Maekawa (sê-ri 1999), Kana Ueda (sê-ri 2011)
Neon Nostrade (ネオン=ノストラード, Neon Nosutorādo) là con gái duy nhất của người đứng đầu gia tộc Nostrade, Light Nostrade. Sử dụng khả năng Niệm của mình, Lovely Ghostwriter: Angelic Auto Writing (天使の自動筆記, Raburī Gōsutoraitā), cô dự đoán tương lai thông qua những bài bói quatrain luôn chính xác, nhưng hơi khó hiểu do sử dụng các tài liệu tham khảo trừu tượng cho các sự kiện trong tương lai. Neon khá hư hỏng; cô nhận được mọi thứ mình yêu cầu bằng cách đe dọa ngừng sử dụng khả năng của mình vì lợi ích của cha cô. Neon cũng rất quan tâm đến những điều huyền bí và là một người đam mê sưu tập thịt người quý hiếm, chẳng hạn như Mắt đỏ của Gia tộc Kurta. Neon rất ít quan tâm đến bất cứ thứ gì khác ngoài bộ sưu tập của mình; ngay cả cái chết của vệ sĩ trưởng của cô, Dalzollene, cũng không khiến cô đau buồn. Neon đứng ở vị trí thứ 23 trong cuộc bình chọn độ nổi tiếng thứ hai của bộ truyện.

#### Dalzollene
Lồng tiếng bởi: Hiromi Sugino (sê-ri 1999), Takehito Koyasu (sê-ri 2011)
Dalzollene (ダルツォルネ, Darutsorune) là một thủ lĩnh tận tâm của đội vệ sĩ của Neon Nostrade và là cấp trên trực tiếp của Kurapika. Dalzollene được nhìn thấy đang cầm một thanh katana có khắc chữ rune. Trong anime, anh đã đâm được Uvogin 5 mm bằng thanh katana.

#### Squala
Lồng tiếng bởi: Norihisa Mori (sê-ri 1999), Takuma Suzuki (sê-ri 2011)
Squala (スクワラ, Sukuwara) là một trong những vệ sĩ của Neon Nostrade. Trong buổi phỏng vấn tuyển dụng mới, anh là một trong hai người được xếp cạnh các ứng viên để kiểm tra sức mạnh của họ. Anh cũng có mối quan hệ lãng mạn với Eliza, một trong những nữ vệ sĩ của Neon. Khả năng Niệm của anh mang lại cho mình khả năng điều khiển chó, có thể giao tiếp với chúng thông qua tiếng huýt sáo và đưa ra những mệnh lệnh phức tạp cho chúng, chẳng hạn như canh gác hoặc do thám.

#### Baise
Lồng tiếng bởi: Shiori Ohta (sê-ri 1999), Miki Nagasawa (sê-ri 2011)
Baise (ヴェーゼ, Vēze) là một trong những vệ sĩ mới của Neon Nostrade, được thuê cùng với Kurapika. Cô là một trong ba vệ sĩ được cử đến để mua những gì Neon muốn trong cuộc đấu giá dưới lòng đất của Thành phố Yorknew. Một kẻ thao túng, khả năng Niệm của cô ấy Instant Lover: 180-Minute Love Slave (180分の恋奴隷, Insutanto Ravuā) cho cô khả năng biến bất cứ ai cô hôn thành nô lệ của mình trong 180 phút.

#### Shachmono Tocino
Lồng tiếng bởi: Masaki Ishikawa (sê-ri 1999), Takeharu Onishi (sê-ri 2011)
Shachmono Tocino (Shacchimōno Tochīno) là thành viên cấp cao trong đội vệ sĩ của Neon Nostrade và là một Hunter. Tocino cùng với Squala là một trong những người cạnh các ứng viên để kiểm tra sức mạnh của họ. 
Shachmono Tocino là một người sử dụng Niệm thuộc loại Phát xạ. Khả năng của anh ta được gọi là 11 Black Children: Eleven People Beneath the Edge (縁の下の１１人) để triệu hồi những quả bóng bay giống búp bê. Mỗi người đều có thể được ra lệnh và có thể bị nhầm là con người, tuy nhiên, việc phân tích kỹ lưỡng về hành vi của họ có thể làm lộ danh tính.

### Ming Jol-ik
Lồng tiếng bởi: Hiromasa Taguchi
Ming Jol-ik (マサドルデイーゴ, Masadoru Deīgo) là cựu độc tài cai trị Cộng hòa Đông Gorteau. Một bản sao của ông ta đã bí mật kế vị vị trí của mình. 
Tên của ông là đảo chữ của Kim Jong-il.

### Komugi
Lồng tiếng bởi: Aya Endō
Komugi (コムギ) là một cô gái mù đến từ Cộng hòa Đông Gorteau và là đương kim vô địch thế giới của Gungi (軍儀), một trò chơi trò chơi bàn cờ được tạo ra trong nước. Khi Meruem tiếp quản Đông Gorteau, Meruem đã thách đấu nhiều người chơi trò chơi lão luyện và đánh bại họ bằng những kỹ năng đặc biệt của họ, tuy nhiên, Komugi là người duy nhất không thể đánh bại. Komugi cuối cùng đã tác động đến Meruem để trở nên giống con người hơn trong khi việc cô tiếp xúc với Meruem sẽ đánh thức khả năng sử dụng Niệm của cô, cải thiện kỹ năng Gungi của mình. Có thể thấy quân Gungi màu trắng với chữ "Tướng quân" và quân Gungi màu đen với chữ "Shinobi", ám chỉ mối quan hệ tương ứng giữa Komugi và Meruem.